# Organo della chiesa di Sant'Egidio a Lubecca

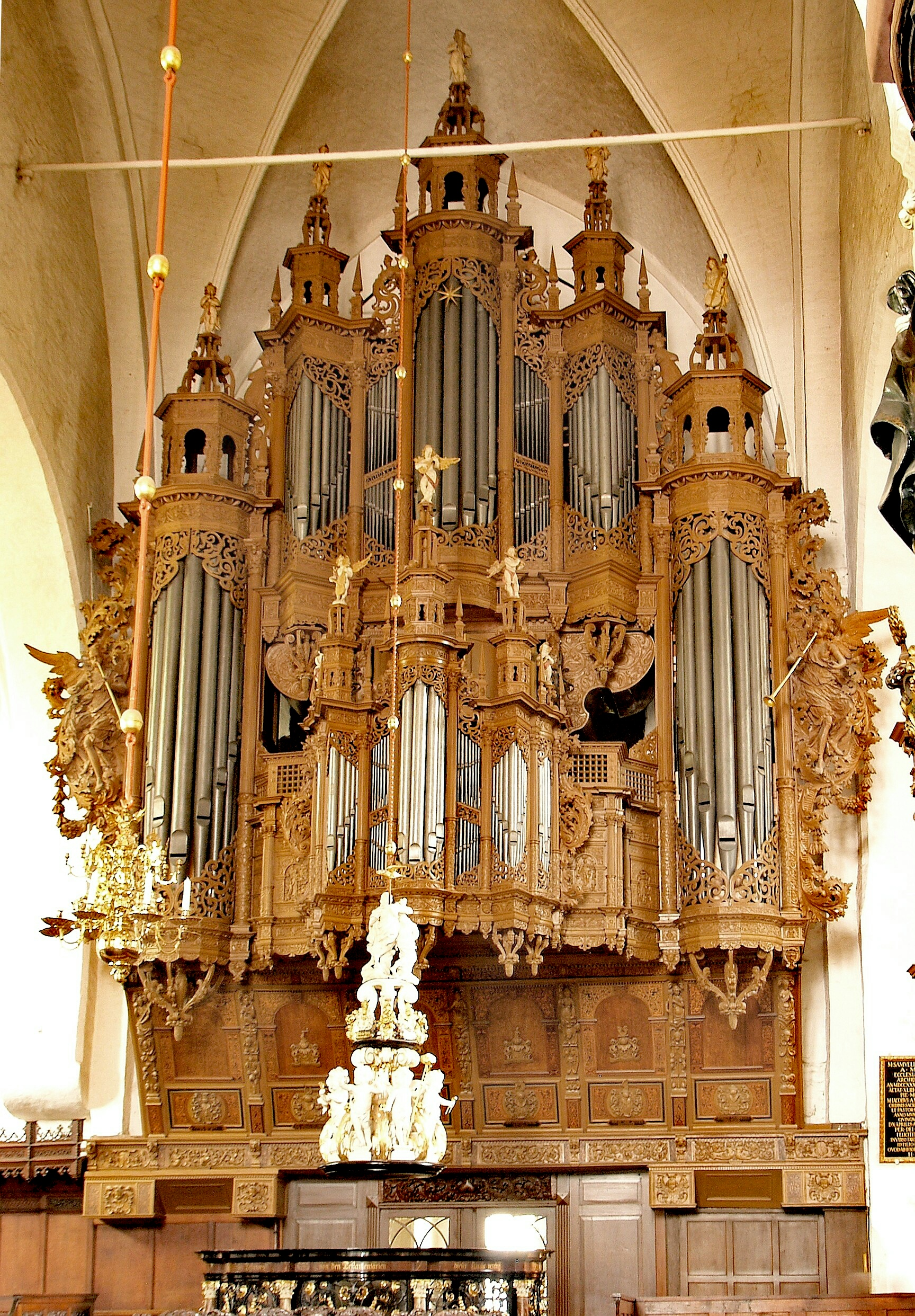
L'organo della chiesa di Sant'Egidio a Lubecca.

Con organo della chiesa di Sant'Egidio ci si riferisce a un organo monumentale costruito a Lubecca, in Germania.

## Storia
Le prime notizie circa la presenza di un organo nella chiesa di Sant'Egidio risalgono al 1451. Fra il 1624 e il 1626 Hans Scherer il Giovane costruì un nuovo strumento. La facciata venne realizzata da Michael Sommer, mentre la cassa e le sculture furono opera di Baltzer Winne. Friedrich Stellwagen, nel 1642, aggiunse un brustwerk, portando a quarantadue il numero dei registri. Hans Hantelmann, nel 1714, restaurò lo strumento. Nel corso del tempo l'organo venne sottoposto a regolare manutenzione, ma fu anche oggetto di numerose manipolazioni che ne alterarono, secondo i diversi gusti estetico-musicali del momento, le caratteristiche foniche. Fra il 1853 e il 1854, ad esempio, Johann Friedrich Schulze introdusse il temperamento equabile e intervenne pesantemente sul rückpositiv e sulle canne portavento.
Nel 1916 si decise di ricostruire l'organo, affidando i lavori a Emanuel Kemper, il quale realizzò uno strumento da tre manuali, pedaliera e quarantasette registri. Il prospetto storico venne mantenuto, ma le canne della facciata non erano funzionanti. Poco dopo, tuttavia, sull'organo, la cui impostazione era tardo-ottocentesca, intervenne Karl Kemper, che incorporò nello strumento alcune canne storiche che erano state realizzate da Arp Schnitger per l'organo della chiesa di San Pancrazio a Neuenfelde.
Nel 1970 vennero sistemati alcuni problemi alle catenacciature, e, nel 1982, Johannes Klais rinnovò completamente lo strumento. Nel 2003, infine, la Orgelbau Mühleisen eseguì un'operazione di pulitura e riparazione generale e reintonò lo strumento.

## Caratteristiche tecniche
Attualmente l'organo è a trasmissione elettrico-meccanica. La disposizione fonica è la seguente:
| Primo manuale - Rückpositiv |        |
| Prinzipal                   | 8'     |
| Rohrflöte                   | 8'     |
| Quintadena                  | 8'     |
| Octave                      | 4'     |
| Blockflöte                  | 4'     |
| Octave                      | 2'     |
| Quinte                      | 1' 1/3 |
| Sesquialtera II             | 2' 2/3 |
| Scharff                     | IV     |
| Cromorne                    | 8'     |

| Secondo manuale - Hauptwerk |        |
| Prinzipal                   | 16'    |
| Bordun                      | 16'    |
| Octave                      | 8'     |
| Spitzflöte                  | 8'     |
| Octave                      | 4'     |
| Nachthorn                   | 4'     |
| Quinte                      | 2' 2/3 |
| Octave                      | 2'     |
| Cornett V                   | 8'     |
| Mixtur V                    | 2'     |
| Trompete                    | 8'     |

| Terzo manuale - Schwellwerk |        |
| Bordun                      | 8'     |
| Salicional                  | 8'     |
| Vox coelestis               | 8'     |
| Prinzipal                   | 4'     |
| Rohrflöte                   | 4'     |
| Nazard                      | 2' 2/3 |
| Waldflöte                   | 2'     |
| Terz                        | 1' 3/5 |
| Sifflet                     | 1'     |
| Cymbel IV                   | 2/3'   |
| Doucaine                    | 16'    |
| Hautbois                    | 8'     |

| Pedal        |        |
| Prinzipal    | 16'    |
| Subbass      | 16'    |
| Gedackt      | 8'     |
| Octave       | 8'     |
| Octave       | 4'     |
| Hintersatz V | 2' 2/3 |
| Posaune      | 16'    |
| Trompete     | 8'     |
| Clarine      | 4'     |

| Accessori   |
| Tremulant   |
| Cymbelstern |